# Kitty Foyle
Pour plus de détails, voir Fiche technique et Distribution.

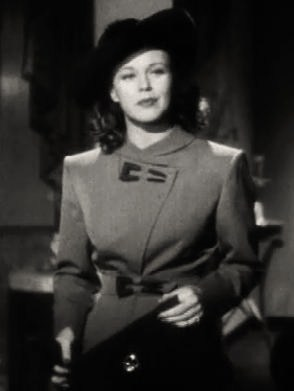
Ginger Rogers

Kitty Foyle est un film américain réalisé par Sam Wood sorti en 1940.

## Fiche technique
- Titre français : Kitty Foyle
- Titre original : Kitty Foyle : The Natural History of a Woman
- Réalisation : Sam Wood
- Scénario : Dalton Trumbo d'après le roman de Christopher Morley
- Dialogues additionnels : Donald Ogden Stewart
- Producteur : David Hempstead et Harry E. Edington (producteur exécutif)
- Société de production : RKO Pictures
- Société de distribution : RKO Pictures
- Photographie : Robert De Grasse
- Montage : Henry Berman
- Musique : Roy Webb
- Direction artistique : Van Nest Polglase
- Décorateur de plateau : Darrell Silvera
- Costumes : Renié
- Pays d'origine : États-Unis
- Langue : Anglais
- Format : noir & blanc - Son : Mono (RCA Sound System)
- Genre : Drame
- Durée : 108 minutes
- Dates de sortie :
  - États-Unis : 27 décembre 1940
  - France : 3 juillet 1946

## Distribution
- Ginger Rogers : Katherine "Kitty" Foyle
- Dennis Morgan : Wyn Strafford
- James Craig : Le docteur Mark Eisen
- Eduardo Ciannelli : Giono
- Ernest Cossart : Tom "Pop" Foyle
- Gladys Cooper : Mme Strafford
- Odette Myrtil : Delphine Detaille
- Katherine Stevens : Molly
- Walter Kingsford : M. Kennett
- Cecil Cunningham : La grand-mère
- Florence Bates : Une cliente
- Nella Walker : Tante Jessica
- Edward Fielding : Oncle Edgar
- Mary Treen : Pat Day

Acteurs non crédités
- May Boley : Cliente évanouie
- Pat Flaherty : Policier
- Fay Helm : Une fille de Prim
- Larry Steers : Un spectateur à la première
- Theodore von Eltz : Employé d'hôtel
- Dorothy Vaughan : Mary, une femme de ménage

## Récompenses et distinctions

### Oscars
Kitty Foyle a reçu cinq nominations et remporta un Oscar : 
- Meilleure actrice  : Ginger Rogers